# Andy MacDonald

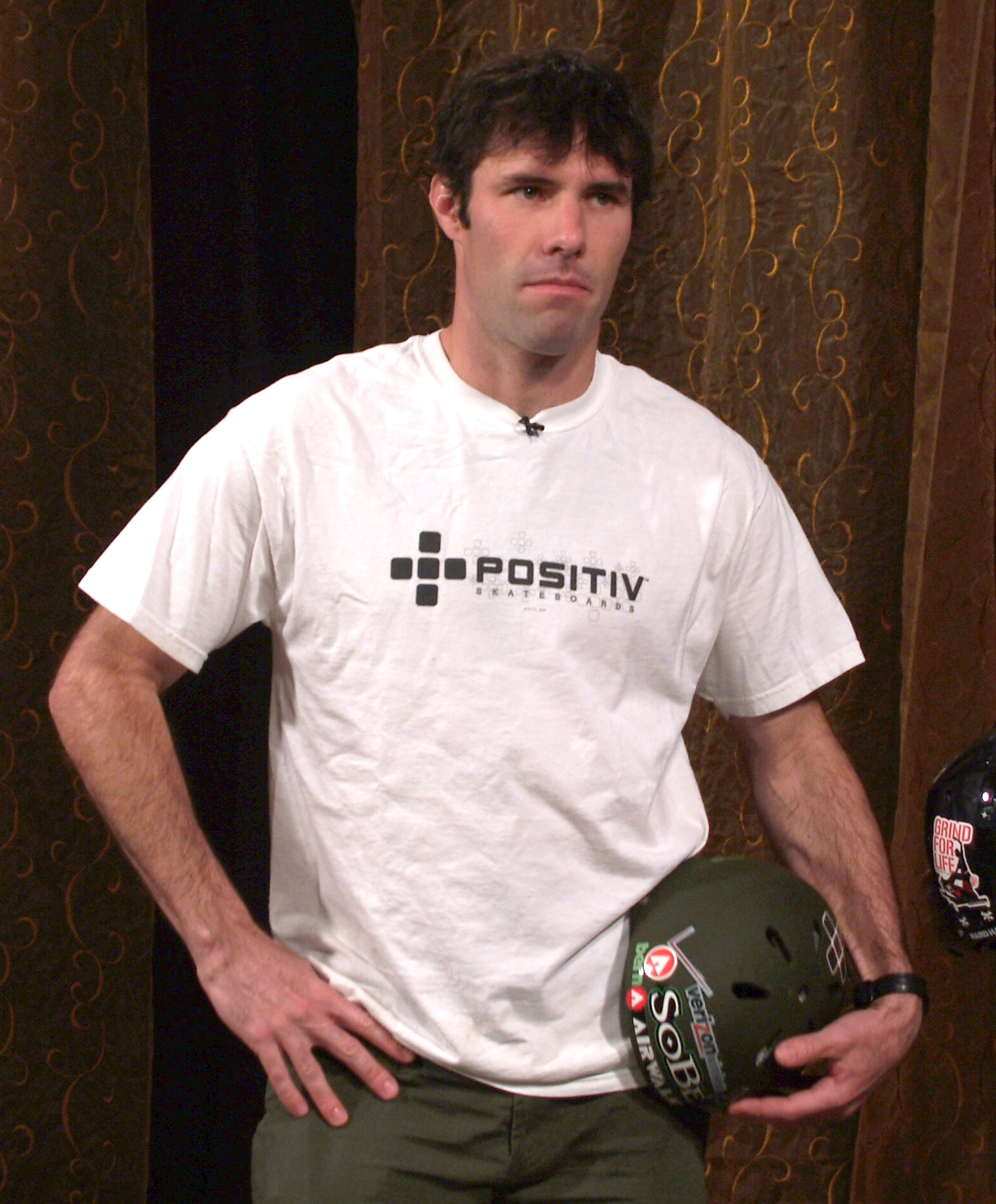
Andy MacDonald

Andy MacDonald is geboren op 31 juli 1973. Hij is een van de bekendste professionele skateboarders ter wereld. Hij heeft 8 overwinningen in de World Cup Skateboarding op zijn naam staan. 

## Geschiedenis
Hij begon met skateboarden op twaalfjarige leeftijd. In 1994 werd hij professioneel, en in 1998 is hij gekozen tot Best Overall Skater door Transworld Magazine.
Op 15 januari 2006 kreeg hij zijn eerste kind, Haden MacDonald.

## Hoogtepunten
- 1ste Plek in de 2002 X Games: Vert doubles (met Tony Hawk)

## Trivia
- Samen met SBI Enterprises en Bruce Middleton heeft hij de Flybar ontworpen, een extreme pogo stick.
- In 1999 heeft hij voor het Witte Huis een anti-drugs speech gehouden.